# IFAF CEI Interleague 2011
La IFAF CEI Interleague 2011 è stata la 1ª edizione dell'omonimo torneo europeo di football americano, organizzato dalla IFAF Europe. Con i 6 team partecipanti la formula del campionato prevede un girone da cui si qualificano due squadre per la finale.
Ha avuto inizio il 2 aprile e si è conclusa il 9 luglio con la finale vinta per 27-21 dagli ungheresi Győr Sharks sui serbi Pančevo Panthers.

## Squadre partecipanti
| Club                  | Città        | Stadio | Sponsor ufficiale | Risultato nella stagione 2010                        |
| --------------------- | ------------ | ------ | ----------------- | ---------------------------------------------------- |
| Belgrade Blue Dragons | Belgrado     |        |                   | Semifinalisti Lega Nazionale Serba (SAAF)            |
| Budapest Cowboys      | Budapest     |        |                   | Semifinalisti EFAF Challenge Cup; semifinalisti MAFL |
| Győr Sharks           | Győr         |        |                   |                                                      |
| Klek Knights          | Klek         |        |                   | Vincitori EFAF Challenge Cup                         |
| Pančevo Panthers      | Pančevo      |        |                   | Semifinalisti Lega Nazionale Serba (SAAF)            |
| Sankt Pölten Invaders | Sankt Pölten |        |                   |                                                      |

## Stagione regolare

### Calendario

#### 1ª giornata
| 2 aprile 2011 | Klek Knights | 41 – 0 (13-0 14-0 7-0 7-0) | Sankt Pölten Invaders |  |

#### 2ª giornata
| 9 aprile 2011 | Pančevo Panthers | 10 – 9 (0-0 7-3 3-0 0-6) | Budapest Cowboys |  |

#### 3ª giornata
| 16 aprile 2011 | Győr Sharks | 48 – 6 (13-0 7-0 13-6 15-0) | Klek Knights |  |

#### 4ª giornata
| 24 aprile 2011 | Belgrade Blue Dragons | 12 – 6 (0-6 6-0 6-0 0-0) | Budapest Cowboys |  |

#### 5ª giornata
| 30 aprile 2011 | Győr Sharks | 41 – 2 (7-0 20-0 7-2 7-0) | Sankt Pölten Invaders |  |

#### 6ª giornata
| 8 maggio 2011 | Belgrade Blue Dragons | 17 – 21 (0-0 10-7 7-14 0-0) | Pančevo Panthers |  |

#### 7ª giornata
| 14 maggio 2011 | Sankt Pölten Invaders | 0 – 32 (0-6 0-12 0-6 0-8) | Pančevo Panthers |  |

| 14 maggio 2011 | Klek Knights | 28 – 42 (6-7 7-7 15-13 0-14) | Belgrade Blue Dragons |  |

#### 8ª giornata
| 29 maggio 2011 | Budapest Cowboys | 6 – 9 | Győr Sharks |  |

#### 9ª giornata
| 4 giugno 2011 | Sankt Pölten Invaders | 0 – 34 | Belgrade Blue Dragons |  |

| 4 giugno 2011 | Budapest Cowboys | 32 – 27 (6-0 3-21 0-0 23-6) | Klek Knights |  |

| 5 giugno 2011 | Pančevo Panthers | 25 – 34 | Győr Sharks |  |

### Classifica
La classifica della regular season è la seguente:
- PCT = percentuale di vittorie, G = partite giocate, V = partite vinte, P = partite perse, PF = punti fatti, PS = punti subiti
- La qualificazione alla finale è indicata in verde

| Pos. | Squadra               | PCT   | G | V | P | PF  | PS  |
| ---- | --------------------- | ----- | - | - | - | --- | --- |
| 1    | Győr Sharks           | 1.000 | 4 | 4 | 0 | 132 | 39  |
| 2    | Pančevo Panthers      | 0.750 | 4 | 3 | 1 | 88  | 60  |
| 3    | Belgrade Blue Dragons | 0.750 | 4 | 3 | 1 | 105 | 55  |
| 4    | Budapest Cowboys      | 0.250 | 4 | 1 | 3 | 53  | 58  |
| 5    | Klek Knights          | 0.250 | 4 | 1 | 3 | 102 | 122 |
| 6    | Sankt Pölten Invaders | 0.000 | 4 | 0 | 4 | 2   | 148 |

## Finale
| 9 luglio 2011 | Győr Sharks | 27 – 21 (d.t.s.) (0-0 14-13 7-0 0-8 6-0) | Pančevo Panthers |  |

## Verdetti
- Győr Sharks Campioni CEI Interleague 2011